# Đuôi cụt Sula
Đuôi cụt Sula, tên khoa học Pitta dohertyi, là một loài chim trong họ Pittidae.